# Людвіг II Гессенський
Людвіг II (нім. Ludwig II.; 26 грудня 1777 — 16 червня 1848) — 2-й великий герцог Гессенський й Прирейнський в 1830—1848 роках.

## Життєпис
Походив з Гессенського дому. Старший син Людвіга I, великого герцога Гессенського, й Луїзи Гессен-Дармштадтської. Народився 1777 року в Дармштадті. Спочатку здобув гарну домашню освіту. 1795 року поступив до Лейпцизького університету.
1804 року одружився з Вільгельміною Баденською, представницею Баденського дому. Того ж року брав участь у коронації Наполеона I у Парижі. У 1806 році оголошений ербпринцем. Брав участь у Ерфуртському та Віденському конгресах у 1808 і 1814—1815 роках відповідно. Водночас практично не брав участь у військових діях під час Наполеонівських війн.
1820 року стає членом Першої палати Гессенського ландтагу. 1823 року призначається членом Державної ради. Втім особливо не втручався в державні справи. Після смерті батька 1830 року став новим великим герцогом.
Його вимога невдовзі після отримання влади виплатити йому значні борги до фонду погашення державного боргу поставила його в конфлікт зі станами Гессену. У Верхньому Гессені почалося повстання, яке придушив брат великого герцога Гессенського — Еміль Гессен-Дармштадський. Разом з тим залишив на посаді першого міністра Карла дю Тіля. Водночас постійно протистояв ліберальним рухам, виявивши себе реакціонером.
З початком революції в Німеччині Людвіг II 5 березня 1848 року зрікся трону на користь сина Людвіга III. Помер колишній монарх у червні того ж року.

## Родина
Дружина — Вільгельміна, донька Карла Людвіга, ербпринца Баденського
Діти:
- Людвіг (1806—1877), 3-й великий герцог Гессену
- син (1807)
- Карл (1809—1877)
- Єлизавета (1821—1826)
- донька (1822)
- Олександр (1823—1888), генерал від кавалерії Російської імперії
- Марія (1824—1880), дружина Олександра II, імператора Російської імперії